# ת

筆記体

ת（タヴ、ヘブライ語: ת״ו, תָּו tav）はヘブライ文字の22番目の文字。ヘブライ数字の数価は400。
ギリシャ文字のΤ、キリル文字のТ、ラテン文字のTに対応する。

## 音声
無声歯茎破裂音/t/をあらわす。ヘブライ語のティベリア式発音では破裂音の/t/と無声歯摩擦音/θ/の2種類の発音があり、破裂音であることを表すためにダゲシュ記号を加えて「תּ」と書いた。本来、母音に後続する位置で、重子音でない場合に摩擦音で発音された。しかし現代ヘブライ語では常に破裂音で発音される。
現代ヘブライ語では「ט」（テト）と同音になっている。

## 起源
フェニキア文字では2本の線が交差した単純なマークの形()をしており、マーク（ヘブライ語: תו tav）を表す。